# Paul von Brand
Paul Christoph Edmund von Brand (* 7. Juli 1831 auf Gut Lauchstädt, Landkreis Friedeberg (Neumark), Provinz Brandenburg; † 11. Juni 1904 ebenda) war preußischer Gutsbesitzer und Politiker.

## Familie
Er entstammte dem alten neumärkischen Adelsgeschlecht von Brandt, das im Jahr 1275 erstmals urkundlich erwähnt ist, und war der älteste Sohn des Gutsbesitzers Adolf von Brand (1803–1878), Gutsherr auf Lauchstädt und anderen, und der Antonine von Kameke (1801–1888).
Brand heiratete am 6. Oktober 1867 in Oldenburg Emma Freiin von Rössing (* 19. Februar 1842 in Oldenburg; † 5. Mai 1905 auf Gut Lauchstädt), die Tochter des großherzoglich oldenburgischen Kammerherrn und Landjägermeisters Hermann Freiherr von Rössing, Gutsherr auf Lage, und der Adelheid Gräfin von Münnich. Das Paar hatte folgende Kinder
- Irmgard Ernestine Ludowike (* 21. März 1875; † 28. Juli 1945) ⚭ Xaver von Brockhusen (* 20. Oktober 1872; † 6. Februar 1934)
- Adolf Paul Emmo Erdmann (* 2. Dezember 1876; † 3. Februar 1945) ⚭ Erika von Waldow (* 11. Oktober 1885; † 14. Februar 1945)

## Leben
Brand war Fideikommissherr auf Lauchstädt und Dolgen sowie Gutsherr auf Hohenkarzig mit Emmenau, alle Landkreis Friedeberg in der Neumark. Er war königlich preußischer Kammerherr, Rechtsritter des Johanniterordens und Mitglied des Preußischen Herrenhauses. Von 1877 bis 1890 vertrat er den Wahlkreis Arnswalde/Friedeberg im Deutschen Reichstag als Abgeordneter der Deutschkonservativen Partei.